# Суханова (Слободо-Туринський район)
Суха́нова (рос. Суханова) — присілок у складі Слободо-Туринського району Свердловської області. Входить до складу Сладковського сільського поселення.
Населення — 56 осіб (2010, 37 у 2002).
Національний склад населення станом на 2002 рік: росіяни — 95 %.